# Port Townsend
Port Townsend és una població dels Estats Units i seu del comtat de Jefferson a l'estat de Washington. Segons el cens del 2000 tenia 8.334 habitants.

## Demografia
Segons el cens del 2000, Port Townsend tenia 8.334 habitants, 3.917 habitatges, i 2.201 famílies. La densitat de població era de 460,3 habitants per km².
Dels 3.917 habitatges en un 23,3% hi vivien nens de menys de 18 anys, en un 42,4% hi vivien parelles casades, en un 11,2% dones solteres, i en un 43,8% no eren unitats familiars. En el 36,3% dels habitatges hi vivien persones soles el 16,2% de les quals corresponia a persones de 65 anys o més que vivien soles. El nombre mitjà de persones vivint en cada habitatge era de 2,09 i el nombre mitjà de persones que vivien en cada família era de 2,67.
Per edats la població es repartia de la següent manera: un 19,6% tenia menys de 18 anys, un 5,5% entre 18 i 24, un 21,8% entre 25 i 44, un 32,3% de 45 a 60 i un 20,8% 65 anys o més.
L'edat mediana era de 47 anys. Per cada 100 dones de 18 o més anys hi havia 82,6 homes.
La renda mediana per habitatge era de 34.536 $ i la renda mediana per família de 47.027 $. Els homes tenien una renda mediana de 38.013 $ mentre que les dones 27.753 $. La renda per capita de la població era de 22.395 $. Aproximadament el 8,9% de les famílies i el 14% de la població estaven per davall del llindar de pobresa.

## Poblacions més properes
El següent diagrama mostra les poblacions més properes.